# Diplous
Diplous — род жужелиц из подсемейства Patrobinae.

## Описание
Тело уплощённое. Переднеспинка с глубокими базальными ямками, средняя линия у основания желобковидно расширена. Виски очень короткие. Задняя надглазничная щетинка расположена примерно на уровне заднего края глаз. Четвёртый сегмент передних лапок простой.

## Систематика
В составе рода:
- Diplous davidis Fairmaire, 1891
- Diplous gansuensis Jedlicka, 1932
- Diplous giacomazzoi Zamotajlov et Sciaky, 1996
- Diplous grummi Zamotajlov et Kryzhanovskij, 1990
- Diplous jedlickai Zamotajlov, 1996
- Diplous julonshanensis Zamotajlov, 1993
- Diplous nortoni Andrewes, 1930
- Diplous petrogorbatschevi Zamotajlov, 1996
- Diplous przewalskii Semenov, 1889
- Diplous sciakyi Zamotajlov, 1996
- Diplous sibiricus Motschulsky, 1844
- Diplous sterbai Jedlicka, 1932
- Diplous szetschuanus Jedlicka, 1932
- Diplous tonggulensis Zamotajlov et Sciaky, 1996
- Diplous wrasei Zamotajlov et Sciaky, 1996
- Diplous wulanensis Zamotajlov, 1998
- Diplous yunnanus Jedlicka, 1932